# Chikwawa (dystrykt)
Chikwawa – dystrykt w Malawi, w regionie Południowym. Według danych z 2018 roku populacja dystryktu wynosiła 564 684 osób.

## Sąsiednie dystrykty
- Blantyre – północ
- Mwanza – północ
- Nsanje – południowy wschód
- Thyolo – wschód